# Pic de Mieidia d'Aussau
|  | Per a altres significats, vegeu «Pic del Migdia». |

El pic de Mieidia d'Aussau (en francès Midi d'Ossau) és un cim de 2.884 metres situat al Pirineu occità.

## Descripció
Està situat molt a prop de la històrica ruta de comunicació transpirenaica d'El Portalet i sempre ha destacat per la seva majestuositat, ja que està alçat monolíticament, entre les muntanyes que l'envolten.
Es tracta d'un antic estratovolcà. Un cop erosionada la muntanya que componia el volcà, ha quedat a la vista de tots el contingut de la ximeneia. Això explica la seva homogeneïtat de material i la seva verticalitat.
Aquestes característiques fan d'aquest cim un "paradís" per a l'escalada amb moltíssimes vies de diferents dificultats. La ruta d'ascens normal té tres passos, que són de segon ordre, on es recomana passar amb l'ajuda d'una corda.
Al Pic de Mieidia d'Aussau se'l va anomenar antigament Els Bessons al tenir dues puntes, de manera molt semblant al Pedraforca. El cim més alt rep el nom de Gran Pic (2884 m) i al seu costat està el Petit Pic (2804 m).

## Toponímia
Existeixen dues hipòtesis reconegudes sobre l'origen del mot Aussau. Per un cantó hi ha la teoria que fa referència a l'os (onso en aragonès i ors en occità) i la similitud de la paraula amb el topònim Aussau. Per un altre costat hi la teoria, molt més seriosa, que fa referència al curs de l'aigua; el radical *oss/*ors és un hidrònim indoeuropeu molt estès per Europa, ja que el trobem des de Sibèria fins al Regne Unit. Hi ha varis Osse, Orsoû (Ousse i Oursoû en grafia francesa) al Bearn, que signifiquen originàriament "curs d'aigua". La muntanya d'on sembla provenir la Gave d'Aussau ha pres de manera natural el nom del riu i de la vall per on circula. Es tracta d'un cas assimilació antiga d'un hidrònim amb un orònim).
S'han donat d'altres significats al nom d'Aussau; el lluç de riu es coneix en èuscar amb el nom d'uhartz, que a la vegada significa "ós d'aigua", tot i que lutxo és el mot més comú per a designar aquest peix.
La carta de 1127 menciona Ursao: Aussau.

## Història
Al destacar sobre els seus veïns el Mieidia d'Aussau ha cridat l'atenció des de sempre a escaladors, aventurers, estudiosos, muntanyencs... És per això que, tot i la seva innegable dificultat, vagi ser una de les primeres muntanyes pirenaiques en ser pujada.
S'explica que Cayet Palmer va aconseguir arribar al cim l'any 1591 tot i que no està comprovat i es considera una llegenda. La primera temptativa documentada va ser realitzada per Foix Candale, bisbe d'Aix; que va fracassar.
El 1787 un senzill pastor de la Vall d'Aspa (Pirineus Atlàntics), va conquerir el cim fent una gran pila de pedres visible des del peu de la muntanya. El 1797 Guillaume Delfau verifica l'existència del senyal deixat per l'humil pastor.
La via normal d'ascenció va ser dotada de clavelles (barres de ferro) a finals del segle xix als seus passos de més dificultat. Aquestes ajudes es van treure als anys 60 per equipar-les amb material més modern i augmentar la seguretat. Tot i aquestes mesures són molts els accidents mortals que han tingut lloc en aquesta muntanya.